# Chrysococcyx lucidus

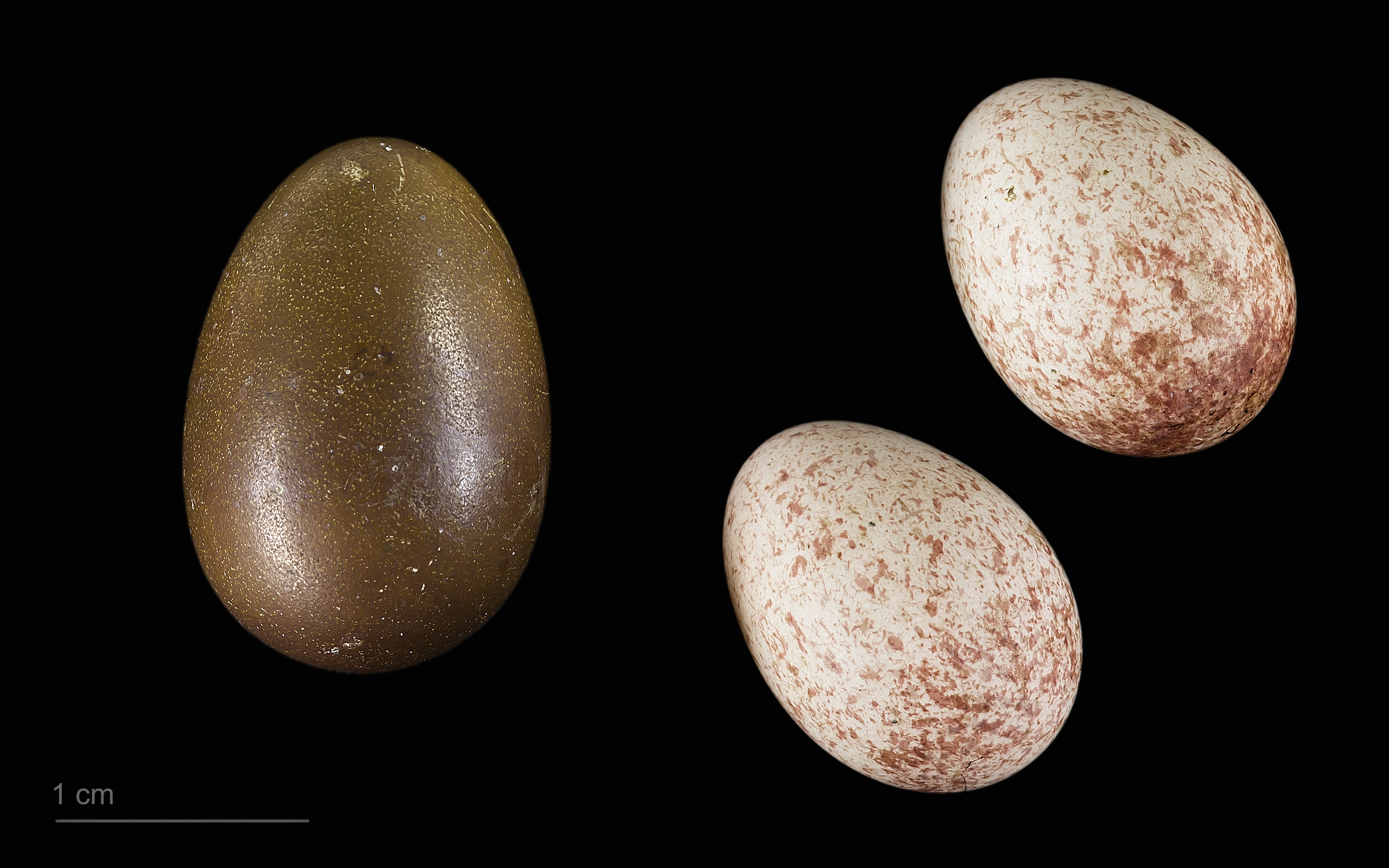
Chrysococcyx lucidus + Gerygone flavolateralis

Il cuculo bronzeo splendente o cuculo bronzato splendente  (Chrysococcyx lucidus Gmelin, 1788) è un uccello della famiglia Cuculidae.

## Distribuzione e habitat
Questo uccello vive in Indonesia e in Oceania, più precisamente in Australia, Nuova Zelanda, Papua Nuova Guinea, Nuova Caledonia, Vanuatu e sulle Isole Salomone. È di passo in Micronesia.

## Tassonomia
Chrysococcyx lucidus ha quattro sottospecie:
- Chrysococcyx lucidus harterti
- Chrysococcyx lucidus layardi
- Chrysococcyx lucidus plagosus
- Chrysococcyx lucidus lucidus